# East Bay (Bras d’Or Lake)
East Bay – zatoka (ang. bay) jeziora Bras d’Or Lake w kanadyjskiej prowincji Nowa Szkocja, w hrabstwie Cape Breton; nazwa urzędowo zatwierdzona 3 grudnia 1953.